# إدارة الإيرادات والجمارك (المملكة المتحدة)
إدارة الإيرادات والجمارك (المملكة المتحدة) (عادة HM Revenue and Customs أو HMRC )  هي إدارة غير وزارية تابعة لحكومة المملكة المتحدة مسؤولة عن تحصيل الضرائب ، ودفع بعض أشكال الدعم الحكومي ، وإدارة الأنظمة التنظيمية الأخرى بما في ذلك الحد الأدنى الوطني للأجور وإصدار أرقام التأمين الوطني. تم تشكيل إدارة الإيرادات والجمارك البريطانية من خلال اندماج هيئة الإيرادات الداخلية والجمارك والضرائب البريطانية ، والذي دخل حيز التنفيذ في 18 أبريل 2005  شعار القسم هو تاج تيودور محاط بدائرة.

شعار إدارة الإيرادات والجمارك (المملكة المتحدة) حتى عام 2013

## أداء

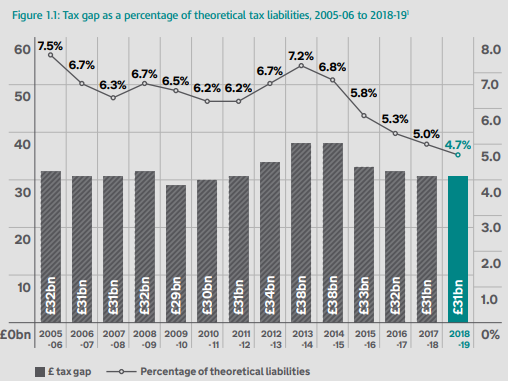
الفجوات الضريبية المقدرة من قبل إدارة الإيرادات والجمارك البريطانية للفترة 2005/6-2018/19 (الفرق بين مبلغ الضريبة التي ينبغي، من الناحية النظرية، تحصيلها من قبل إدارة الإيرادات والجمارك البريطانية، مقابل ما يتم تحصيله فعليًا)

## أنظر أيضاً
- متحف المملكة المتحدة للإيرادات والجمارك
- المكاتب الحكومية شارع جورج العظيم
- إيرادات اسكتلندا
- تاي ويليام مورغان - منزل ويليام مورغان
- هيئة الإيرادات الويلزية